# Gondihalli, Krishnarajpet
Gondihalli là một làng thuộc tehsil Krishnarajpet, huyện Mandya, bang Karnataka, Ấn Độ.